# Fotocopiatrice
Leader Noleggio Fotocopiatrici Palermo

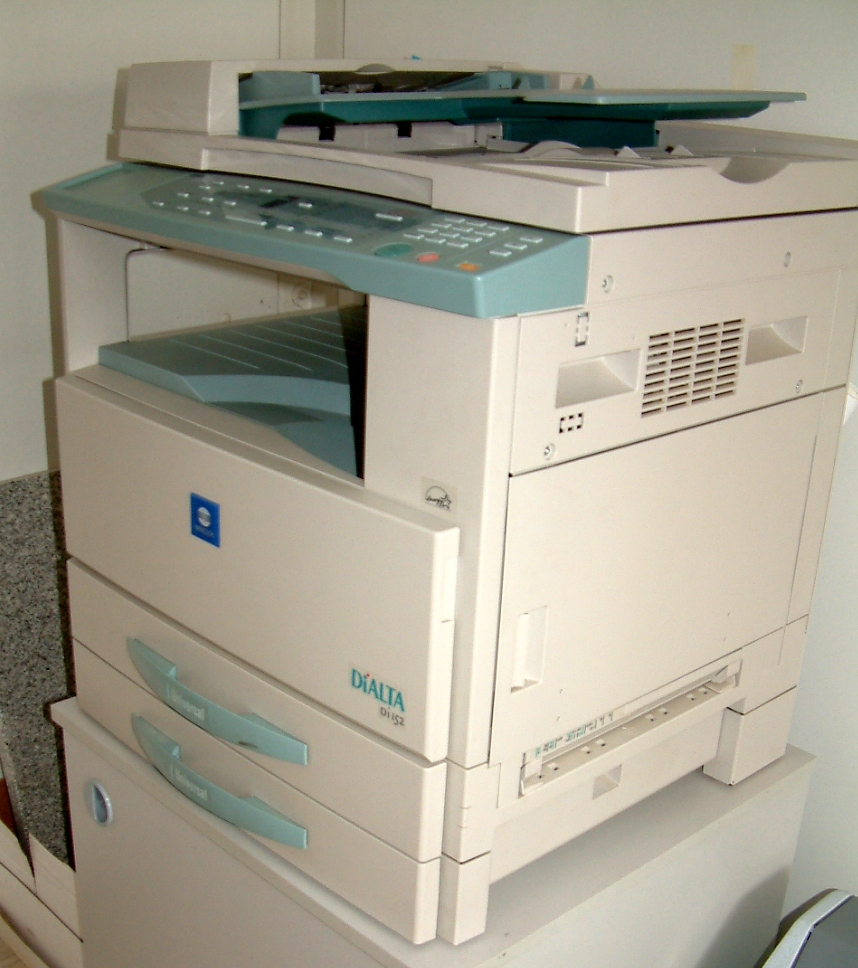
Una macchina fotocopiatrice da ufficio

La fotocopiatrice, o fotocopiatore, è una macchina in grado di effettuare copie di documenti per mezzo di tecniche ottiche o fotografiche. Le copie ottenute, dette fotocopie, sono stampate su carta speciale o comune.
Il processo di fotocopiatura usato fu introdotto dalla Xerox Corporation (Stati Uniti), verso la metà degli anni sessanta del XX secolo. Nell'arco di vent'anni la xerografia ha progressivamente reso obsolete le vecchie tecniche di duplicazione con carta carbone, ciclostile e altri processi precedentemente in uso. Prima dell'invenzione della fotocopiatrice infatti erano disponibili altri processi che consentivano di duplicare documenti, ma in genere si basavano su procedimenti chimici a base acquosa che impiegavano tempo, inoltre le copie dovevano essere lasciate asciugare. 
Inoltre, spesso l'originale doveva essere preparato appositamente, utilizzando inchiostri speciali o trasferendo l'immagine su lastre di vetro. L'introduzione della xerografia ebbe il vantaggio di produrre copie in brevissimo tempo, a basso costo e a partire da qualunque originale, che non viene danneggiato nel processo.
Da allora la competizione dei produttori si è largamente diffusa; esistono sul mercato italiano circa 30 marchi di fotocopiatrici.

## Storia
Nel XIX secolo James Watt inventò una macchina per la copiatura, precursore delle fotocopiatrici.
Nel 1937, invece, fu l'italiano Ferdinando Meomartini - esperto di legislazione e pratiche automobilistiche - a proporre alle autorità competenti all'immatricolazione degli autoveicoli di sostituire alle copie degli atti (che fino ad allora erano compilate e autenticate a mano dal notaio), le fotografie dei documenti di proprietà, di acquisto o vendita delle autovetture, evitando così i lunghissimi tempi di attesa. La sua proposta, sebbene non accolta, anticipava di decenni il ciclostile e la fotocopiatrice.
Il processo più diffuso, basato sulla xerografia, fu inventato da Chester Carlson, avvocato dell'ufficio brevetti di New York e inventore nel tempo libero.
Nel suo lavoro Carlson doveva spesso copiare documenti a mano, e soffrendo di artrite trovava la cosa tediosa e causa di dolori. Ciò lo indusse a studiare nuovi metodi di copiatura, in particolare basati sulla fotoconduttività. Egli lavorò nella sua cucina di casa e nel 1938 poté brevettare un processo. La prima "fotocopia" fu fatta usando una lastra di zinco ricoperta di zolfo.
La parola "10-22-38 Astoria" era scritta su un vetrino di microscopio collocato sopra lo strato di zolfo e sotto una intensa sorgente di luce.
Dopo avere rimosso il vetrino, un'immagine speculare della scritta rimase incisa sulla lastra.
Carlson cercò di vendere la sua idea ad alcune aziende, ma poiché il processo non era ancora del tutto sviluppato, fallì nell'impresa.
All'epoca, per effettuare copie venivano già usate la carta carbone e altre macchine duplicatrici, e non era sentita la necessità di una macchina copiatrice elettronica.
Tra il 1939 e il 1944 Carlson contattò molte aziende tra cui IBM e General Electric, ma entrambe non ritenevano che esistesse un sufficiente mercato per le fotocopiatrici.
Nel 1944 il Battelle Memorial Institute, un'organizzazione non profit di Columbus nell'Ohio, supportò Carlson nel perfezionamento del nuovo processo. Nei successivi cinque anni l'istituto condusse esperimenti per migliorare la tecnica elettrofotografica. Nel 1947 la Haloid, una piccola azienda di New York specializzata nella produzione e vendita di carta fotografica, contattò il Battelle per ottenere la licenza per lo sviluppo e il commercio di macchine copiatrici basate sulla nuova tecnologia.
La Haloid ritenne che il nome elettrofotografia (electrophotography) fosse troppo complesso e di scarso richiamo commerciale.
Dopo avere consultato un professore di lingue classiche all'università statale dell'Ohio, la Haloid e Carlson cambiarono il nome del processo in xerografia (xerography), formata da parole greche e con il significato di scrittura a secco, per sottolineare la comodità rispetto ai sistemi precedenti.
La Haloid decise di chiamare le nuove macchine copiatrici Xerox e nel 1948 registrò il nome come marchio commerciale.
Nel 1949 l'azienda da ora nota come Xerox introdusse la prima macchina fotocopiatrice con il nome di Modello A.
L'azienda ebbe un tale successo che nel mondo anglosassone il nome divenne di uso comune per indicare la fotocopiatura (Xeroxing) anche se la cosa fu combattuta dall'azienda che temeva che il nome Xerox potesse diventare un marchio generico.
La parola Xerox apparve in alcuni dizionari come sinonimo di fotocopiatura, il che indusse la Xerox corporation a richiedere che la voce fosse modificata e la parola non fosse più utilizzata in tale senso.
In Europa i termini riconducibili al marchio Xerox sono meno comuni, probabilmente per il fatto che qui si diffusero fotocopiatrici prodotte da aziende europee e giapponesi invece di quelle di Xerox.
Nei primi anni cinquanta la RCA introdusse un processo chiamato elettrofax in cui le immagini venivano impresse direttamente su speciale carta opportunamente trattata e sviluppata per mezzo di toner disperso in un liquido.
Successivi miglioramenti nella tecnologia elettrofotografica portarono progressivamente al sistema basato su un cilindro fotosensibile su cui viene creata un'immagine elettrostatica ad alto contrasto, sviluppata e trasferita su carta per mezzo di una polvere pigmentata a base di materiali resinosi chiamata toner, successivamente riscaldata e fusa sulle fibre del foglio.
A partire dagli anni novanta iniziarono a diffondersi macchine copiatrici in cui il processo xerografico è sostituito da un sistema di scansione e successiva stampa con stampante a getto d'inchiostro, a trasferimento termico o laser (vedi oltre).
In Italia è della Olivetti la prima copiatrice su carta normale, basata sul sistema xerografico, esce nel 1975: è la Copia 1500, macchina da tavolo acquistata all'esterno (OEM), capace di 8 copie al minuto; nel 1978 sarà sostituita dalla Copia 1600 con maggiori prestazioni.

## Funzionamento

1. Caricamento
Sulla superficie di un tamburo cilindrico viene posta una carica elettrostatica attraverso un filo ad alta tensione (chiamato filo corona) o attraverso un rullo di carica. Il tamburo è rivestito con un materiale fotoconduttivo, come il selenio. Un fotoconduttore è un semiconduttore che diventa conduttivo quando viene esposto alla luce.
2. Esposizione
Una lampada luminosa (neon a luce attinica) illumina il documento originale e le aree bianche del documento originale riflettono la luce sulla superficie del tamburo fotoconduttivo. Le aree del tamburo che sono esposte alla luce (quelle aree che corrispondono alle aree bianche del documento originale) diventano conduttive e quindi scaricano verso massa. L'area del tamburo non esposta alla luce (quelle aree che corrispondono a porzioni nere del documento originale) rimangono caricate negativamente. Il risultato è un'immagine elettrica latente sulla superficie del tamburo.
3. Sviluppo
Il toner viene caricato positivamente. Quando viene applicato al tamburo per sviluppare l'immagine, è attratto da esso e si attacca alle aree che sono caricate negativamente (aree nere), proprio come la carta si attacca a un palloncino con la carica elettrostatica generata dallo sfregamento.
4. Trasferimento
L'immagine del toner risultante sulla superficie del tamburo è trasferita dal tamburo su un foglio di carta tramite una carica negativa più alta rispetto a quella del tamburo.
5. Fusione
Il toner viene fuso e fissato alla carta nel gruppo fusore, tramite una coppia di rulli che applicano una forte pressione sul foglio. Il rullo fusore superiore è in materiale metallico, quale alluminio, ricoperto da uno strato o da una pellicola in materiale plastico antiaderente nei confronti del toner (tipicamente teflon) portato ad alta temperatura da una lampada a incandescenza posta al suo interno; il rullo fusore inferiore è in gomma siliconica. Il rullo fusore superiore, per via delle alte temperature che tendono a degradare il rivestimento antiaderente, è una delle componenti soggette a maggiore usura dell'apparecchio e richiede di essere sostituito dopo alcune decine di migliaia di stampe.
6. Pulizia
Una pulizia ordinaria di alcune parti interne, viene effettuata automaticamente dalla macchina: il tamburo viene raschiato da una lama di gomma e completamente scaricato tramite esposizione alla luce attinica prima che il processo riparta per una nuova copia. Il toner in eccesso viene recuperato in un'apposita vaschetta posta sul fondo dell'apparecchio, dimensionata per consentire tipicamente parecchie decine di migliaia di copie prima di essere sostituita. Alcuni modelli sono dotati di fili metallici che strisciano sul foglio in uscita dal gruppo fusore per scaricare l'elettricità statica. Una pulizia straordinaria è a volte richiesta all'utente o ad un tecnico, per rimuovere il toner che può depositarsi su diverse parti interne alla macchina: il rullo fusore (ove la pulizia automatica non si riveli efficace), la griglia protettiva del filo corona, il laser o i led di scrittura, i sensori per il controllo della temperatura del rullo etc.
Questo è l'esempio di un sistema con carta e tamburo a carica negativa, e toner caricato positivamente. Alcune fotocopiatrici funzionano nel modo opposto: carta e tamburo caricati positivamente, e toner caricato negativamente.

## Il digitale e le stampanti multifunzione
Le macchine copiatrici di recente costruzione hanno definitivamente adottato la tecnologia digitale. In pratica consistono di due dispositivi: uno scanner d'immagine e una stampante laser, integrati con un'elettronica di gestione. Rispetto alle fotocopiatrici tradizionali, quindi, la lettura del documento originale viene effettuata tramite acquisizione in formato digitale e l'esposizione del materiale fotoconduttivo é effettuata tramite un laser pulsante (o talvolta un LED) che si spegne in corrispondenza dei pixel che devono trattenere il toner.
Questa implementazione ha diversi vantaggi:
- miglioramento automatico della qualità dell'immagine;
- gestione della stampa indipendentemente dalla scansione (per fare n-copie è sufficiente una singola scansione);
- possibilità di effettuare più scansioni indipendenti da stampare in automatico sul fronte e retro del foglio o in copie ridotte affiancate o multiple su singolo foglio;
- possibilità di collegare la macchina ad un computer o una rete locale per utilizzarla anche come stampante o scanner;
- possibilità di ricevere e spedire fax tramite l'ausilio del computer, o direttamente negli apparecchi dotati di modem.

Negli ultimi anni, l'adozione di fotocopiatrici digitali dotate di microprocessori e memoria RAM ha consentito di ottenere nuove funzioni, quali la scansione di documenti in rete LAN, la funzione di telefax (con eventuale reindirizzamento automatico del documento ricevuto come PDF inviato automaticamente ad una email predefinita); funzioni di riconoscimento ottico dei caratteri (OCR). Le macchine dotate di alcune o tutte queste funzioni vengono anche chiamate stampanti multifunzione. Nelle versioni più semplici hanno un costo d'acquisto ormai inferiore a una macchina xerografica tradizionale, sono spesso in grado di effettuare copie a colori e possono essere usate anche come scanner e stampanti.
Il minore costo è in larga misura dovuto all'assenza della meccanica di precisione e delle ottiche necessarie per garantire una perfetta focalizzazione e sincronia dell'immagine proiettata sul tamburo, indispensabile in una macchina xerografica.
Due sono i grandi filoni in cui si segmentano le fotocopiatrici o stampanti multifunzione: quelle in grado di stampare solo in bianco/nero e quelle in grado di riprodurre anche il colore. Si tenderebbe a pensare che una copiatrice a colori sia la scelta più idonea in quanto in grado di stampare sia il colore che il b/n. In realtà i costi di gestione e di toner (a parità di prezzo del prodotto) rendono una fotocopiatrice in bianco nero in genere più economica di quella a colori nella stampa di documenti in bianco/nero.
Le fotocopiatrici ad uso casalingo o professionale (ufficio) possono essere in formato A4, oppure in formato A3, in funzione della capacità di gestire fogli di carta con tale formato. La velocità di stampa viene misurata in pagine al minuto (PPM) e rappresenta la quantità di pagine che possono essere stampate in un minuto, su una sola facciata.
Ad una macchina fotocopiatrice può essere abbinato un fascicolatore al fine di separare ordinatamente i documenti di più pagine prodotti in più copie. Questo può inoltre essere opzionalmente dotato di pinzatrice automatica, in grado di inserire automaticamente delle graffette creando quindi un documento pronto all'uso. Nel caso di utilizzo di una pinzatrice a sella (o booklet) è possibile creare automaticamente dei piccoli libretti. Molto frequente su diversi modelli è la presenza dell'unità ADF (Automatic Document Feeder), un alimentatore automatico di fogli da riprodurre che l'apparecchio carica automaticamente uno dopo l'altro sul piano di lettura, gestendo in alcuni casi anche la lettura di entrambe le facciate. L'uso combinato dell'alimentatore di fogli e del fascicolatore può consentire la copiatura automatica di una dispensa di fogli sciolti in più copie, già stampate in fronte retro, separate in modo ordinato e spillate. In alternativa la dispensa può essere scansionata con l'ausilio dell'alimentatore una sola volta, salvata su un'unità PC esterna (tipicamente in formato PDF) e stampata all'occorrenza nel numero di copie richieste.

## Fotocopiatrici a colori
Il toner a colori fu disponibile a partire dagli anni cinquanta, ma macchine copiatrici a colori non furono realizzate fino al 1968, quando la 3M realizzò la copiatrice Color-in-Color, basata però su tecniche di sublimazione termica invece della tecnica elettrofotografica. Nelle macchine xerografiche il toner colorato poteva essere usato al posto di quello nero per produrre copie monocromatiche.
La prima fotocopiatrice elettrostatica a colori fu messa in commercio da Canon nel 1973.
La fotocopiatura a colori si basa, come la stampa a colori, sul principio della sintesi sottrattiva: quattro toner diversi (nero, giallo, magenta, cìano) sono usati per comporre i punti dell'immagine.
Una tecnologia utilizza quattro diversi tamburi che agiscono come quattro fotocopiatrici distinte, e il foglio li attraversa in successione. Una tecnologia alternativa utilizza un unico tamburo su cui ciascun toner è deposto a turno. Quest'ultima soluzione consente di realizzare macchine più compatte ed economiche.

## Problemi di copyright e contraffazione
La xerografia, rendendo molto facile la duplicazione dei documenti, ha segnato definitivamente la disciplina del diritto d'autore.
La copiatura di materiale protetto (per esempio libri o scritti scientifici e commerciali) è soggetta a restrizione in molti paesi, anche se è pratica comune, specialmente tra gli studenti, per risparmiare sull'acquisto dell'intero libro per leggere un singolo articolo o poche pagine.
Di fatto il principio del Fair use in uso negli Stati Uniti o il fair dealing valido nei paesi aderenti alla Convenzione di Berna per la protezione delle opere letterarie e artistiche permettono questo tipo di duplicazione per scopo di studio.
In alcuni paesi, tra cui il Canada, alcune università pagano delle royalty per ogni fotocopia fatta nelle copiatrici della facoltà e nei centri copia a enti che gestiscono questi fondi e li distribuiscono a vari editori per la scuola.
Negli Stati Uniti, raccolte fotocopiate di articoli, volantini, disegni e altri materiali informativi, chiamate readers, sono spesso testi richiesti per le classi universitarie. L'insegnante o la copisteria sono responsabili del chiarimento del copyright di ogni articolo del reader, e le informazioni sull'attribuzione sono incluse nella copertina.
In Italia chi effettua fotocopie è tenuto a pagare una royalty alla Aidro.
L'avvento delle fotocopie a colori ha destato preoccupazione nei governi poiché semplifica notevolmente la contraffazione di banconote. Alcune nazioni hanno introdotto tecnologie anti-contraffazione specifiche per vanificare l'utilizzo di fotocopiatrici a colori.
Queste tecnologie comprendono la filigrana, la stampa microscopica, l'olografia, sottili strisce di sicurezza in plastica o altri materiali e inchiostri che cambiano colore in base all'angolo da cui sono visti.
Alcune macchine fotocopiatrici digitali includono nel software una funzione che impedisce di fotocopiare banconote con particolari tecniche di riconoscimento.

## Analisi forense
In modo simile a come avviene per l'identificazione delle macchine per scrivere, è possibile capire se un documento è stato stampato da una certa stampante o fotocopiatrice attraverso l'analisi di leggere imperfezioni e difetti di stampa.
Le tolleranze meccaniche del toner e dei meccanismi di avanzamento della carta provocano la formazione di bande, che contengono informazioni sulla costruzione meccanica dell'apparecchio.
È generalmente possibile identificare il costruttore e il marchio, e in qualche caso la singola macchina tra altre confrontando tra loro le stampe.
Alcune stampanti e copiatrici a colori di alto livello includerebbero un sistema steganografico che inserisce un codice di identificazione costituito da una matrice quasi invisibile di punti gialli. La fonte cita Xerox e Canon tra le aziende che includono questa tecnologia.